# Trương Văn Thuấn
Trương Văn Thuấn (sinh ngày 30 tháng 4 năm 1936) là kỹ sư và chính khách người Việt Nam, từng giữ chức Ủy viên Giao thông và Vận tải Việt Nam Cộng hòa.

## Tiểu sử
Trương Văn Thuấn sinh ngày 30 tháng 4 năm 1936 tại Bạc Liêu, Nam Kỳ, Liên bang Đông Dương.:785
Năm 1957, ông tốt nghiệp Trường Mỏ Quốc gia Paris bên Pháp.:785
Từ năm 1960 đến năm 1966, ông là giám đốc phát triển Công ty Mỏ than Nông Sơn.:785 Từ năm 1961 đến năm 1966, ông ra Huế giảng dạy tại Viện Đại học Huế.:785
Từ năm 1966 đến năm 1967, ông giữ chức Ủy viên Giao thông và Vận tải trong nội các chiến tranh Nguyễn Cao Kỳ.:785
Năm 1967, ông lên làm chủ tịch Hàng không Việt Nam.:785 Cùng năm, ông giữ chức Tổng Giám đốc Thương cảng Việt Nam.:785 Từ năm 1967 đến năm 1970, ông làm Tổng Giám đốc Công ty Mỏ than Nông Sơn và quản lý Khu liên hợp Công nghiệp An Hòa–Nông Sơn.:785 Sau năm 1970, ông là Giám đốc Ngân hàng Quốc gia Việt Nam.:785 Về sau ông thôi chức giám đốc rồi chuyển sang làm việc tại Tổng Liên đoàn Lao công Việt Nam.:785
Không rõ số phận ông ra sao kể từ sau biến cố 30 tháng 4 năm 1975.

## Đoàn thể
Trương Văn Thuấn từng là Phó Tổng Thư ký Đảng Công Nông Việt Nam. Ông còn là Chủ tịch Hội Kỹ sư và Kỹ thuật viên Việt Nam và Tổng Thư ký Câu lạc bộ Rotary Sài Gòn.:785

## Đời tư
Ông là người theo tín ngưỡng Phật giáo.:785

## Vinh danh
- Kinh Tế Bội Tinh Đệ Nhất Hạng.[4]:785
- Lao Động Bội Tinh Đệ Nhất Hạng.[4]:785
- Công Trình Công Cộng Và Giao Thông Vận Tải Bội Tinh Đệ Nhất Hạng.[4]:785